# Musica alternativa di destra
La musica alternativa di destra è un fenomeno politico nato in Italia alla fine degli anni sessanta e vicino a tematiche neofasciste e partiti di estrema destra.

## Tematiche
La musica alternativa attacca e prende di mira l'intera cultura di massa, la politica dell'arco costituzionale e spesso lo stesso ordinamento costituzionale. I temi maggiormente trattati sono la politica, l'identitarismo nazionalista, le idee sociali della destra, il revisionismo storico, la mitologia, la tradizione e i movimentismi anticomunisti europei e nel blocco orientale. Sono frequenti le tematiche sulla seconda guerra mondiale e la Repubblica Sociale Italiana.

## Storia

### Origini
Il precursore può essere considerato Leo Valeriano, cantautore di protesta nato musicalmente nell'ambito del primo Cabaret aperto a Roma il Giardino dei Supplizi e poi del Bagaglino, attivo a partire dalla seconda metà degli anni settanta, le cui canzoni venivano cantate dai giovani di destra durante le manifestazioni e i cortei del Movimento Sociale Italiano e del Fronte della Gioventù ("Avanti ragazzi di Buda / Avanti ragazzi di Pest" (con il contributo di Pier Francesco Pingitore), o quella dedicata a Jan Palach). Uno dei principali ispiratori è inoltre il francese Jack Marchal che diede una dimensione "professionale" alla produzione discografica.

### Gli anni Settanta
A metà degli anni settanta, grazie anche al ruolo che ebbe la diffusione delle radio "alternative" di destra, tra cui, una delle prime e tra le più note Radio Alternativa di Teodoro Buontempo, cominciarono ad emergere i primi gruppi del genere. Tra i primi i romani NCP (Nuovo Canto Popolare) di Fabio Torriero, i veronesi ZPM, i milanesi Amici del Vento che esordirono a Roma nel 1976 in un concerto al Teatro delle Muse, organizzato dalla rivista femminista "di destra" Éowyn.Il manifesto serigrafato che pubblicizzava il concerto, fu disegnato da Flavia Perina. A seguire i padovani della Compagnia dell'Anello, i romani Janus con il loro LP Al Maestrale, il francese Jack Marchal. Tra i principali esponenti ci fu anche il cantautore Massimo Morsello, talvolta appellato come "il De Gregori nero", che esordì nel 1978 con l'album Per me... e la mia gente. Nel 1979 Michele di Fiò pubblicò l'LP Cervello.
Il primo concerto importante di musica alternativa post-Valeriano fu organizzato nelle Marche, in un cinema di Torre San Patrizio nel 1972. Presentò le sue canzoni e quelle di altri cantautori Roberto Scocco, che allora aveva 15 anni e viene definito il precursore di quella fase che appartiene agli anni Settanta.

### La musica anti-sistema

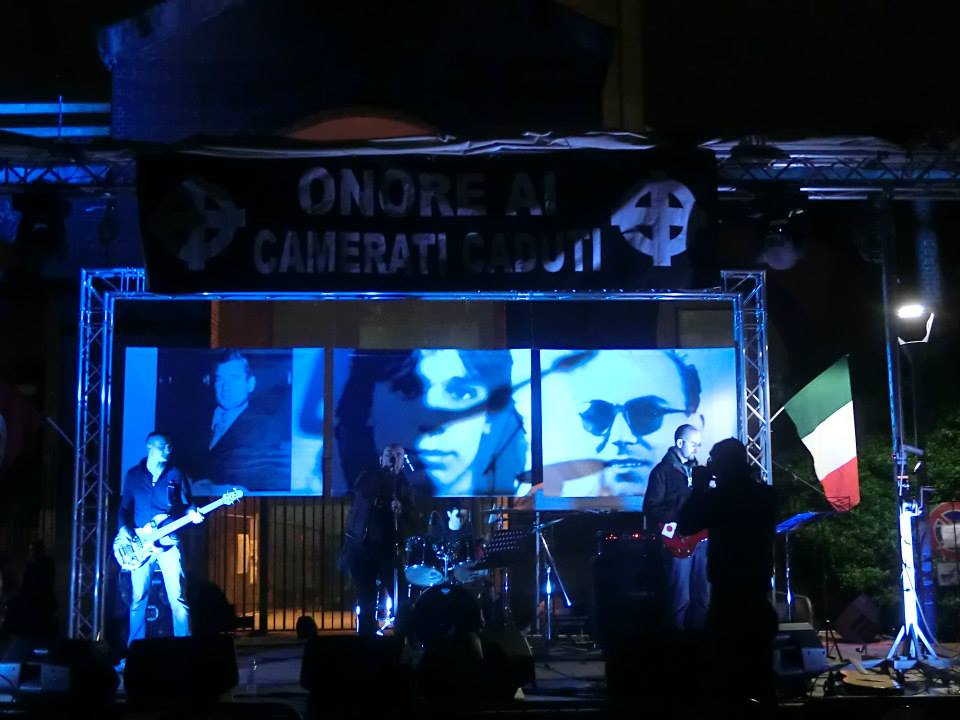
29 aprile 2015, il gruppo DDT, sullo sfondo le immagini di Enrico Pedenovi, Sergio Ramelli e Carlo Borsani e l'uso di slogan e simboli neofascisti

Nella storia della musica alternativa di destra, si segnalano i cosiddetti Campi Hobbit, di cui si tennero tre edizioni (1977, 1978 e 1980). Organizzati dall'ala rautiana dell'MSI, costituirono un importante momento di aggregazione per molti giovani militanti della destra di quegli anni, e da essi presero avvio quelli che sono considerati i due gruppi più famosi di questo genere musicale: gli Amici del Vento e la Compagnia dell'Anello.
Entrambi questi gruppi, nel ventennale della loro fondazione (1977-1997), celebrarono la ricorrenza suonando a Monza nel Concerto del Ventennale, che rappresenta uno dei momenti di maggiore visibilità per la musica alternativa di destra, dato che venne anche trasmesso da un'emittente regionale e seguito da oltre 100 000 telespettatori. Gli Amici del Vento decisero però di sciogliersi poco tempo dopo. La canzone Il domani appartiene a noi della Compagnia dell'Anello è stata scelta come inno prima del Fronte della Gioventù, e poi di Azione Giovani.
Dopo che negli anni Ottanta vennero fondati, soprattutto in Veneto, diversi gruppi musicali vicina all'estrema destra skin come i Plastic Surgery, agli inizi degli anni Novanta vi fu una seconda ondata di gruppi musicali, tra cui i 270bis, che come leader videro Marcello De Angelis, ex senatore del Popolo della Libertà, e con il ritorno di Massimo Morsello. Morsello detiene anche il miglior risultato in termini di vendite nell'ambito della musica di destra radicale, raggiungendo la vendita di 13 000 copie del suo disco La Direzione Del Vento.